# Pelecopsis leonina
Pelecopsis leonina là một loài nhện trong họ Linyphiidae.
Loài này thuộc chi Pelecopsis. Pelecopsis leonina được Eugène Simon miêu tả năm 1884.